# Нестримні 4
«Нестримні 4» (англ. The Expendables 4) — американський бойовик режисера Скотта Во за сценарієм Спенсера Коена, Макса Адамса та Джона Джозефа Конноллі. Четвертий фільм у франшизі Нестримні та продовження фільму Нестримні 3 (2014).
У головній ролі — ансамбль у складі Сильвестра Сталлоне, Джейсона Стетхема, Дольфа Лундгрена та Ренді Кутюра, які відтворюють свої ролі з попередніх фільмів; Кертіс «50 Cent» Джексон, Меган Фокс, Енді Гарсія та Тоні Джаа також приєднаються до акторського складу.
Прем'єра фільму відбулася 15 вересня 2023 року у Китаї.

## Сюжет
У Лівії назрівають неприємності: торговець зброєю Суарто веде своїх підлеглих на хімічний завод, щоб забрати детонатори та доставити їх босу, який збирається розпочати Третю світову війну із застосуванням ядерної зброї. Найняті спеціальним агентом ЦРУ, члени легендарного підрозділу «Нестримні» вступають у бій, а Барні та Крістмас очолюють місію, прагнучи завадити Суарто забрати детонатори. Коли Крістмас відхиляється від плану, що призводить до трагічних наслідків, його виключають із команди, а тим часом оновлений склад «Нестримних», включаючи Леша, Галана та Джину, вирушає до Південнокитайського моря, щоб знищити Суарто та його поплічників.

## У ролях
| Актор               | Роль           |
| ------------------- | -------------- |
| Сільвестер Сталлоне | Барні Росс     |
| Джейсон Стейтем     | Лі Крісмес     |
| Дольф Лундгрен      | Гуннар Єнсен   |
| Ренді Кутюр         | Тол Роад       |
| 50 Cent             | Ізі            |
| Меган Фокс          | Джина          |
| Енді Гарсія         | Марш агент ЦРУ |
| Тоні Джаа           | Деча           |
| Іко Ювайс           | Суатро         |
| Джейкоб Скіпіо      | Ґалан          |
| Леві Тран           | Леш            |

## Виробництво

### Розробка
У березні 2014 року Пірс Броснан заявив, що погодився знятись у «Нестримних 4». У квітні того ж року Сильвестр Сталлоне розповів, що його першим вибором на роль лиходія був Джек Ніколсон, згадуючи про свій інтерес переконати Клінта Іствуда приєднатися до виробництва. До листопада того ж року було оголошено, що проект розробляється з наміром отримати рейтинг R. У грудні 2016 року Сталлоне оголосив, що четверта частина стане останнім фільмом у серії, попередня дата виходу була призначена на 2018 рік. До березня 2017 року Сталлоне покинув проект та франшизу через творчі розбіжності у сценарії. У січні 2018 року, після публічної підтримки інших учасників акторського складу (у тому числі Арнольда Шварценеггера), Сталлоне оголосив про своє повернення у своїх соціальних мережах. Ренді Кутюр підтвердив свою причетність у березні того ж року.
У червні 2020 року Жан-Клод Ван Дам висловив зацікавленість повернутися до франшизи, публічно висловивши свою ідею зіграти Клода Вілена, брата його персонажа-лиходія Жана Вілена з фільму «Нестримні 2». До серпня 2020 року Vértice Cine оголосили про свою участь у виробництві фільму разом з Lionsgate та Millennium Films. У листопаді 2020 року президент Millennium Media Джеффрі Грінштейн заявив, що студія продовжує працювати над фільмом після різних затримок у галузі у всьому світі через пандемію COVID-19. У серпні 2021 року The Hollywood Reporter повідомив, що режисером фільму стане Скотт Во, замінивши Х'юза. До вересня 2021 року Енді Гарсія приєднався до акторського складу фільму в нерозкритій ролі.

### Зйомки
У серпні 2021 року було заявлено, що зйомки розпочнуться у жовтні. Зйомки офіційно розпочалися 6 жовтня 2021 року.

## Випуск
Планується, що фільм вийде на екрани в 2023 році. Спочатку планувалося випустити стрічку у 2022 році.